# Gustava Kahler
Gustava Kahler, geborene Gustava Aigner (* 29. April 1906 in Salzburg; † 22. März 1987 in St. Veit an der Glan) war eine österreichische Geologin und Paläontologin. 
Aigner war die Tochter eines Rechtsanwalts und ging auf das Mädchen-Reformgymnasium in Salzburg. Sie studierte Geologie und verwandte Fächer an der Universität Graz, an der sie 1927 die Lehramtsprüfung in Geographie und Naturgeschichte ablegte und 1929 bei Franz Heritsch zum Dr. phil. promoviert wurde mit einer Arbeit in Paläontologie (Die Productiden des Karbons von Nötsch im Gailtal). Sie war nach Marta Cornelius-Furlani erst die zweite Frau, die in Österreich Geologie studierte.
Sie war seit 1935 mit dem Geologen Franz Kahler verheiratet, mit dem sie drei Töchter hatte und mit dem sie auch viel publizierte, vor allem über Fusuliniden.
Ihre Kollegin Ida Peltzmann benannte zwei Arten nach ihr, in Anerkennung dafür, dass Kahler die ersten Graptolithen in der nördlichen Grauwackenzone fand.

## Veröffentlichungen (Auswahl)
- Silurische Versteinerungen aus der Grauwackenzone bei Fieberbrunn, Tirol. In: Verhandlungen der Geologischen Bundesanstalt. 1930, S. 222–224 (zobodat.at [PDF]).
- mit Franz Heritsch: Cephalopoden aus dem Unterkarbon von Nötsch. In: Mitteilungen Naturwissenschaftlicher Verein für Steiermark. 1930, S. 42–50 (zobodat.at [PDF]; betrifft Nötsch im Gailtal).
- Das Genus Isogramma im Carbon der Südalpen. Hölder-Pichler-Tempsky, Wien 1931.
- Eine Graptolithenfauna aus der Grauwackenzone von Fieberbrunn in Tirol nebst Bemerkungen über die Grauwackenzone von Dienten. Hölder-Pichler-Tempsky, Wien 1931.